# Пелинов скелар
Пелинов скелар (лат. Muschampia proto) врста је дневног лептира из породице скелара (лат. Hesperiidae).

## Распрострањеност
Лептир насељава Мароко, Алжир, Шпанију, Португалију, јужну Француску, Италију, Сицилију, Грчку, Републику Македонију, Украјину и јужну Србију.

## Опис
Ово је мали скелар, распон крила му је 14-15мм, иако неки примерци у Мароку имају распон крила 15—17 мм. Има једну генерацију годишње, али се може наћи од почетка априла па до средине октобра.

## Исхрана
Гусеница се храни биљкама из рода Phlomis.